# Tunnel Höhnberg
Der Tunnel Höhnberg ist ein 824 Meter langer Eisenbahntunnel der Neubaustrecke Ebensfeld–Erfurt im Bereich der oberfränkischen Gemeinde Grub am Forst zwischen den Streckenkilometern 100,301 und 101,125.
Das Bauwerk nimmt zwei Gleise auf einer Festen Fahrbahn auf, die mit 300 km/h befahren werden können.

## Verlauf
Das Bauwerk unterquert den südlich von Grub am Forst gelegenen Höhnberg. Es hat eine maximale Überdeckung von 25 Meter. Der Tunnel überquert den Tunnel Füllbach der Verbindungskurve Niederfüllbach. Der Abstand zwischen den beiden Tunneln beträgt dabei 16 m.
Unmittelbar nördlich schließt die Füllbachtalbrücke an. Südlich folgt nach der Abzweigung Niederfüllbach die Talbrücke Weißenbrunn am Forst. Der Geländeeinschnitt vor dem südlichen Tunnelportal wurde eingezäunt. 
Die Entwurfsgeschwindigkeit beträgt 300 km/h, die Gradiente weist Längsneigungen von bis zu 9,7 Promille auf.

## Bau
Der Tunnel Höhnberg gehört mit dem Tunnel Füllbach sowie der Füllbachtalbrücke zum knapp zwei Kilometer langen Bauabschnitt Füllbachtalbrücke/Anbindung Coburg Süd.
Der Tunnel wurde am 27. September 2011 als letzter der insgesamt 25 Tunnel der Neubaustrecken feierlich angeschlagen. Tunnelpatin ist Katja Hessel, die Staatssekretärin im Bayerischen Staatsministerium für Wirtschaft, Infrastruktur, Verkehr und Technologie. Die Investitionskosten wurden Anfang 2011 mit 23 Millionen Euro angegeben. Im November 2011 waren 100 m vorgetrieben.
Nach 309 Vortriebstagen und Verbrauch von 59 t Sprengstoff war am 2. Juli 2012 der Durchschlag am Nordportal.
Die offizielle Durchschlagsfeier folgte am 3. August 2012. Es war der 25. und letzte Tunneldurchschlag des Verkehrsprojekts Deutsche Einheit Nr. 8. Aus diesem Anlass wurde ein „Tag der offenen Baustellentür“ am benachbarten Tunnel Füllbach gefeiert.
Die zweigleisige Röhre wurde in bergmännischer Bauweise von Süd nach Nord erstellt. Insgesamt fielen ungefähr 199.000 m³ Ausbruchsmaterial an. Dieses wurde auf der Deponie Pfarr gelagert, die über dem nördlichen Tunnelende liegt (50° 13′ 6″ N, 11° 0′ 21″ O). Die Herstellung der inneren Tunnelschale erfolgte vom Südportal Richtung Nordportal.
Am 6. Mai 2013 wurden 211 Kubikmeter Beton des letzten Gewölbesegmentes eingebaut. Zu den Gästen der Feierlichkeiten zählten Bundesverkehrsminister Peter Ramsauer und Bahnchef Rüdiger Grube. Damit war gleichzeitig das letzte Segment für alle 25 Tunnel der Neubaustrecken des Projektes Nürnberg–Berlin hergestellt. Der Rohbau sollte Ende 2013 fertiggestellt sein (Stand: August 2012). Freigegeben wurde der Tunnel 2017 zur Eröffnung der Neubaustrecke.

## Baustände

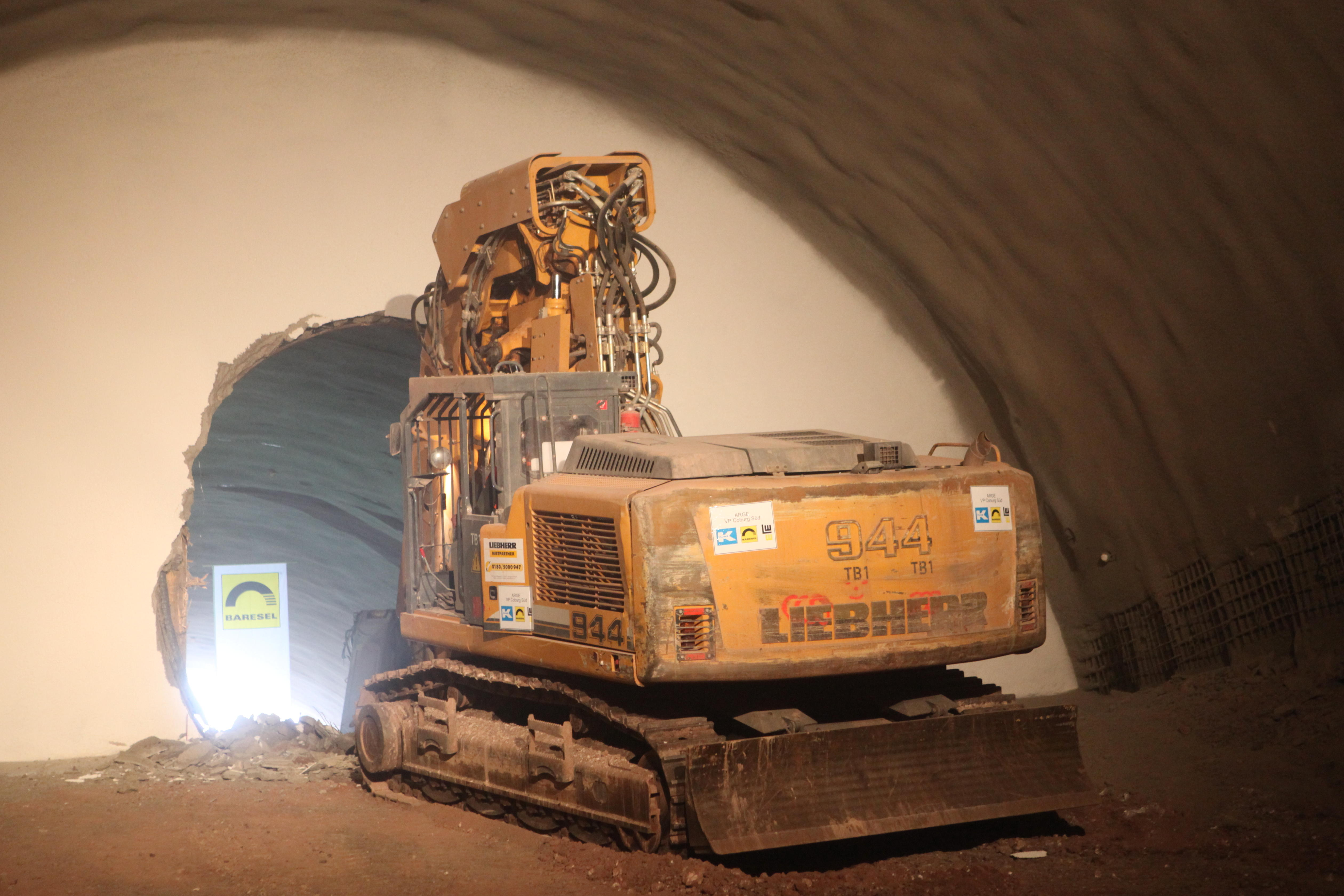
Offizieller Tunneldurchschlag am 3. August 2012
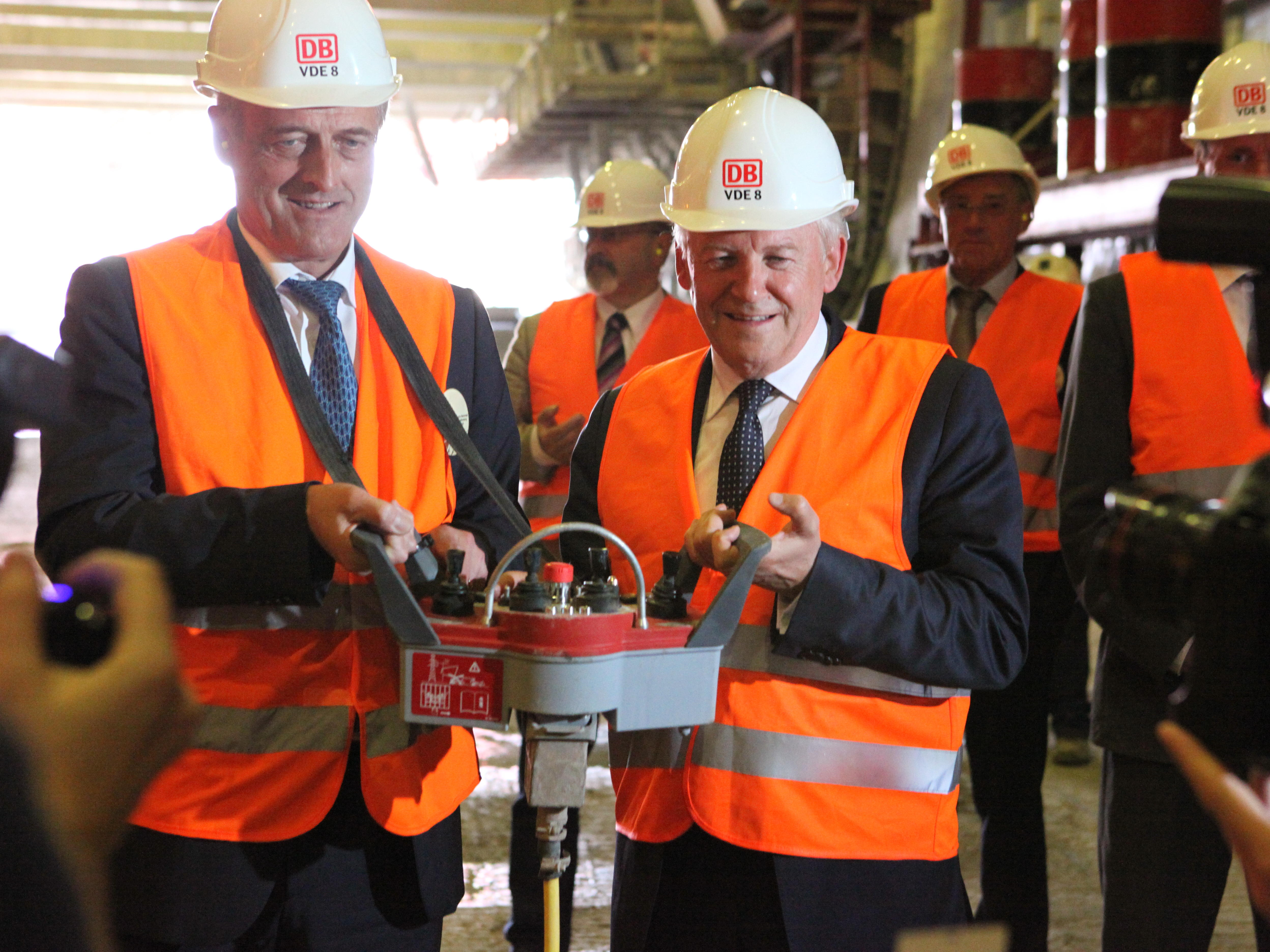
Peter Ramsauer und Rüdiger Grube an der Fernbedienung der Betonpumpe für die letzte Tunnelbetonage am 6. Mai 2013
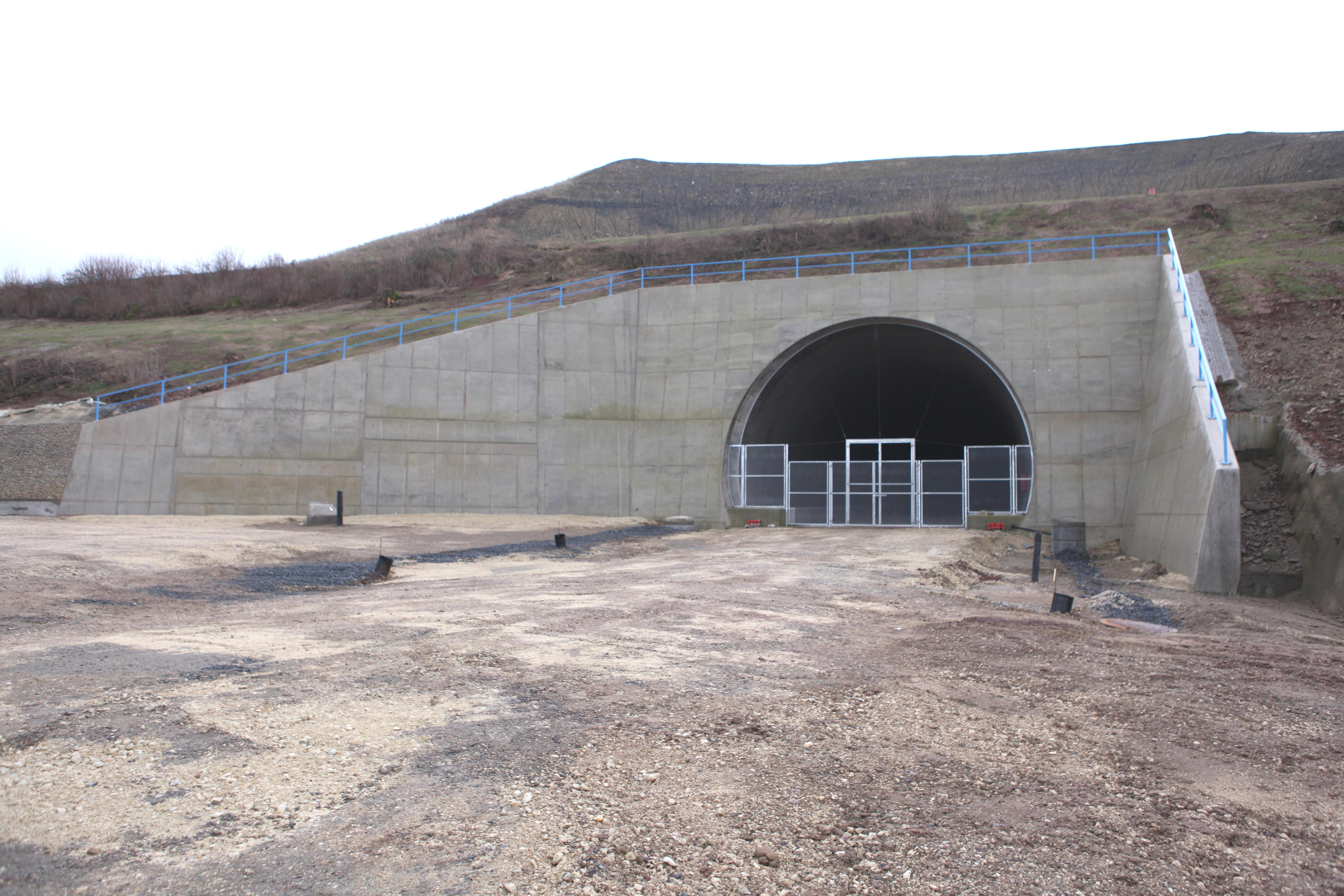
Nordportal Dezember 2013